# Генріх I (імператор Константинополя)
Генріх I (бл. 1176 — 11 червня 1216) — 2-й імператор Латинської імперії в 1205—1216 роках.

## Життєпис

### Молоді роки
Третій син Балдуїна V, графа Ено, і Маргарити I, графині Фландрії. Народився близько 1176 року. У 1190-х роках брав участь у протистоянні з Рено де Даммартеном, графом Булоні. У 1194 році посвячено у лицарі. Коли його батько помер у 1195 році, його старший брат Балдуїн VI подарував йому кілька областей у Фландрії та Ено, зокрема Себур, Файт, частину Ангре, Гарлебека і Блатона. 1199 році на турнірі в Екре-сюр-Айсне приєднується до хрестоносців, які під орудою Теобальда III, граф Шампані, планували рушити до Палестини. Смерть останнього перервала намір. Деякий час у 1202 році Генріх разом з іншими хрестоносцями перебував у Венеції.
У 1204 році брав участь в Четвертому хрестовому поході, відзначився під час захоплення Константинополя, зайнявши передмістя Влахерни. Його брат обирається імператором Латинської імперії. За цим рушив захопленими землями з дипломатичними завданням змусити інших хрестоносців визнати владу латинського імператора. 1205 році у битві біля Адріанополя Балдуїн I зазнав поразки й невдовзі загинув.

### Імператор
1206 року Генріх I Фландрський обирається новим володарем на трон Латинської імперії. Відрізнявся розумом і хоробрістю, всіма засобами намагався примирити суперечливі інтереси між греками та західноєвропейськими лицарями й духівництвом.
Генріх I зумів залучити на свій бік греків Адріанополя і Дідімотіха, які тепер страждали від нападів болгарського царя Калояна, і погодилися підкоритися латинській імперії, завдяки чому значно розширив межі своєї держави на Балканах. Передав ці міста в лен Феодорі Врані, одруженому з Агнес, вдовою імператора Андроніка I. Потім імператор, відбивши напад болгар, зблизився з Боніфацієм Монферратським, королем Фессалоніки, одружившись з його донькою. Зміцнившись таким чином, Генріх I збирався разом з тестем здійснити військову кампанію проти Болгарії. Проте в 1207 року Боніфацій потрапив узасідку до болгар й загинув.
Загибель Калояна у 1207 році й боротьба в середині Болгарського царства усунуло на деякі час небезпеку з західного кордону. 1208 року імператор завдав болгарському цареві Борілу поразки біля Філіппополя. Це дозволило Генріх I вирішити питання королівства Фессалоніки, регент якого граф Оберто Біандрате намагався передати трон старшому синові Боніфація — Вільгельму Монферратському замість спадкоємця Дмитра. Генріх I оружно змусив регента визнати права Димитра. У 1207—1208 роках діяв в віфінії проти нікейського імператора Феодора I. У 1208 році Генріх I скористався боротьбою останнього проти трапезундського імператора Олексія I раптовим ударом захопив важливе місто Нікомедію.
Щоб надати остаточну організацію політичного і церковного ладу нової феодальної імперії, імператор 2 травня 1210 року в долині Равеннікі, біля міста Зейтуна, відкрив «травневе поле» або «парламент», куди з'явилися франкські барони і клірики грецьких провінцій.
У тому ж 1210 році був затверджений в Римі компроміс, за яким за патріархом, як делегатом папи римського, затверджувалися усі його права, церкви та монастирі звільнялися від повинностей, грецькі і латинські клірики зобов'язувалися за отриману в льон землю платити візантійський поземельний податок; необізнані діти православних священиків зобов'язані були службою баронам. Генріх I намагався по можливості владнати церковні відносини і примирити інтереси православного населення і духовенства з інтересами латинського духовенства і латинських баронів: перше прагнуло заволодіти церковними і монастирськими майном і обкласти православне населення десятиною в свою користь, а другі намагалися домогтися секуляризації церковного майна і звільнення підвладних їм жителів імперії від будь-яких церковних поборів. Афонські монастирі, що піддавалися грабункам баронів Фессалонікського королівства, були перетворені на «безпосередніх васалів» імператора.
У 1211 році поновилася війна проти Нікейської імперії. Війська на чолі з Генріхом у битві на річці Риндак завдали поразки імператору Феодору I. Протягом 1212 року латинській імператор також діяв успішно. Наслідком цього стало укладання 1214 року Німфейського мирного договору, за яким обидві імперії визнавали одна одну. Генріх I зберіг за собою практично всю Віфінію і Мізію (область від Геллеспонту до Каміни і Калана).
У 1213 році внутрішній релігійній політиці імператора було завдано удару кардиналом Пелагієм, що намагався насильно запровадити унію католицької і православної церкви. Проте Генріх I заступився за православних, що збільшило його популярність серед місцевого населення. Того ж року уклав мирний договір з царем Борілом, одружившись з донькою колишнього царя Калояна. У 1214 році вбито себастократора Стреза, що зазіхав на володіння королівства Фессалоніка.
У 1216 році Генріх раптово помер у Фессалоніках, як вважають, від отрути. Можливо був вбитий баронами королівства Фессалоніки, що побоювалися приєднання цієї держави до Латинської імперії з огляду на посилення впливу Генріха. Наступним імператором було обрано П'єра II (сеньйора Куртене), який був чоловіком сестри Генріха.